# Ниса
Ниса (пол. Nysa, нім. Neisse) — місто в південно-західній Польщі, на річці Ниса-Клодзька.
Адміністративний центр Ниського повіту Опольського воєводства.

## Історія
Ниса одне з найстаріших міст Сілезії. Напевно, вже в Х столітті тут було поселення. За наказом Яна Длугоша, Болеслав Кривовус повинен був збудувати замок. Проте замок не відігравав на той час великої ролі, оскільки прикордонні кастели розташовувалися поблизу Отмухува. Ситуація змінилася, коли князь Болеслав І Високий запропонував своєму синові Ярославу об'єднати кастели із сусідніми землями. На початку XIII ст. було створено єпископське князівство Ниса-Отмухув, яке поступово розширилось, а його столицею стала Ниса. Назва міста вперше згадувалася в 1223 році. У 1308 році Ниса отримала Магдебурзьке право. На початку 14-го століття, згідно з побажаннями Генрика Пробуса, місто стало столицею герцогства Ниса, яке проіснувало до 1810 року. 
З 1741 року до французького вторгнення 1807 року Ниса перебувало під владою Пруссії і стала містом-фортецею, значно розширюються існуючі укріплення на правому березі ріки Ниса-Клодзка. Місто залишалося під французькою окупацією до 1808 року. 1810 року Прусська влада здійснила секуляризацію церковного майна. У Нисі влада єпископів Вроцлава припинила своє існування, що тривало безперервно з XIV ст.
Приблизно з середини XIX ст. інтенсивно почала розвиватися інфраструктура: 1848 року було прокладене залізничне сполучення, 1852 року відкрився муніципальний театр, 1860 року почав працювати гасовий завод та з'явилося вуличне газове освітлення, у 1878 році побудовано перші гідротехнічні споруди, 1888 року прокладено каналізаційну систему, а в 1907 році в місті з'явилася електрика. 1903 року Ниса втратила статус фортеці. На початку XX ст. місто почало розширюватися шляхом будівництва, а в 1910 році до міста приєдналися села: Заводзі, Підзамче, Средня і Дольна Весь, а в 1921 році - Гурна Весь.
Останній раз місто було перетворено в фортецю в 1945 році. Перед вступом радянських військ до міста німецький уряд ліквідував в'язницю Національного суду в Нисі. Найгірший погром міста відбувся у березні 1945 року. Ниса була зайнята червоноармійцями майже повністю. П'яні радянські солдати почали палити історичні будівлі та почали полювання на жінок. Вони вбили 27 черниць-ельжбеток, які доглядали за хворими і пораненими в лікарнях Ниси. 150 інших сестер були зґвалтовані та депортовані на роботу в Радянський Союз.  Пожежею було знищено приблизно 60% будівель міста. 1945 року Ниса перейшла до складу Польської держави. 
У першій половині 1950-х років відбулося знесення більшості руїн Старого міста з метою постачання цегли для Варшавської реконструкції. Лише у 1954 році Варшава визначила квоту на 12 мільйонів штук цегли із Ниси. З 1960-х років місто було відновлено і розширено, і в цей час будуються промислові заводи: з виробництва комерційних автомобілів "Zakład Samochodów Dostawczych" (ZSD Nysa), харчової промисловості, металургії. Будуються нові житлові масиви, комунальні будівлі та гребля на ріці Ниса-Клодзка. 
Після адміністративного розподілу 1950 року Ниса тепер перебуває у складі Опольського воєводства.

## Демографія
Демографічна структура станом на 31 березня 2011 року:
|          | Загалом | Допрацездатний вік | Працездатний вік | Постпрацездатний вік |
| -------- | ------- | ------------------ | ---------------- | -------------------- |
| Чоловіки | 21757   | 3617               | 15523            | 2617                 |
| Жінки    | 23924   | 3422               | 14297            | 6205                 |
| Разом    | 45681   | 7039               | 29820            | 8822                 |